# غاري ماثيوز
غاري ماثيوز (بالإنجليزية: Gary Matthews)‏ هو لاعب كرة قاعدة أمريكي، ولد في 5 يوليو 1950 في سان فيرناندو في الولايات المتحدة.

## وصلات خارجية
- غاري ماثيوز على موقع دوري كرة القاعدة الرئيسي (الإنجليزية)
- غاري ماثيوز على موقعبيزبول رفرنس.كوم (الدوري الرئيسي) (الإنجليزية)
- غاري ماثيوز على موقعبيزبول رفرنس.كوم (الدوري الثانوي) (الإنجليزية)
- غاري ماثيوز على موقع إي إس بي إن.كوم (أم.أل.بي) (الإنجليزية)
- غاري ماثيوز على موقع مشجعي الرسوم البيانية (الإنجليزية)